# 이규민
이규민(李圭閔, 1968년 5월 10일~)은 대한민국의 정치인이다.
2015년까지 안성신문 대표를 지냈다.

## 경력

### 의정 활동
- 2020.05~2021.09: 제21대 국회의원(경기 안성시, 더불어민주당, 초선)
  - 2020.06~2021.09: 제21대 국회 전반기 산업통상자원중소벤처기업위원회 위원
  - 2020.06~2021.05: 제21대 국회 전반기 예산결산특별위원회 위원

## 범죄전력

### 이적단체 활동
1988년 3월 이규민을 비롯한 동국대학교 재학생 6명은 민족해방 민중민주주의혁명을 목적으로 한 '반미구국전선'이라는 이념단체를 만든 뒤 조선민주주의인민공화국(북한)의 '구국의 소리방송' 등을 청취하면서 '구국의 광장' '새날' 등 30여종의 이념 책자 및 팸플릿 등을 제작해 대학가 시위현장에 배포하거나 시위를 주도하였다.
반미구국전선이 추종한 민족해방 민중민주주의혁명은 북한의 대남적화통일 혁명노선으로, 조선노동당규약에서 "공화국 북반부에서 사회주의 강성대국을 건설, 전국적 범위에서 민족해방(인민) 민주주의 혁명 과업을 수행하는 데에 있으며 그 목적은 온 사회를 주체사상화해 인민대중의 자주성을 완전 실현한다"로서 '조선노동당의 당면목적'으로 드러나며, 이들이 청취한 '구국의 소리방송'은 북한의 대남 심리전 방송이다.
1991년 1월 11일 이규민은 국가보안법위반 죄로 징역 1년 6월, 자격정지 1년 6월 형을 선고받았다.

### 공직선거법 위반으로 의원직 상실
총선 당시 선거 공보물에 경쟁자이던 김학용 미래통합당 후보가 발의한 법안에 대해 사실과 다른 내용을 공표한 혐의로 기소되어 벌금 300만원이 확정되어 의원직을 상실하였다. 이규민 의원은 김학용 후보가 자동차전용도로에 배기량 260cc 초과 대형 바이크의 통행을 허용한 법안을 발의한 것을 고속도로에 바이크 진입을 허용했다고 공보물에 적었으며 1심에서는 무죄를 받았으나 항소심에서 벌금300만원이 나왔고 항소심 재판부는 "이 사건 선거공보물의 표현을 보면 주된 목적은 상대방을 낙선시키고 자신이 당선되려고 했던 것으로 보이고 원심의 무죄 판단은 잘못된 것" 이라고 판시했다. 이후 상고기각이 되어 의원직을 상실하였다.

## 논란

### 정대협의 안성 쉼터 구매 의혹
한국정신대문제대책협의회(정대협, 정의기억재단의 전신)가 안성의 위한부 쉼터를 7억 5천만원에 구매한 후 4억 2천만원에 팔아 논란이 되었는데 이 거래가 헐값에 매각한 것이 아니라 애당초 시세보다 수억원을 비싸게 산것이라는 의혹이 나왔고 당시 거래를 중개한 것이 당시 안성신문 대표였던 이규민 의원이라 논란이 되고 있다. 주택을 판 사람은 안성신문 운영위원장인 건축업자 김모 대표였으며 이규민 대표가 21대총선에서 국회의원 후보로 출마하여 당선될 때 윤미향 민주당 당선인이 공개 지지하였다.
토지를 매입할 무렵인 2012년 경기도 안성의 땅값은 300평(990m2) 기준으로 1억원 안팎이라는 것이 현지 부동산 관계자들 얘기다. 정대협은 시세보다 훨씬 비싼 7억5000만원이라는 값에 이 주택을 ‘쉼터’ 용도로 사들인 뒤, 기부금 유용의혹이 불거진 이후인 지난달 23일 매입가의 절반인 4억2000만원에 매각하였으며 이에 대해 이규민 의원은 중앙일보와의 통화에서 그 집이 누가 봐도 탐낼 집이었다고 하며 가격은 파는 사람 마음이고 특수자재를 써서 비싸다고 해명하였고 판매자였던 김 대표는 중앙일보 통화에서 주변이랑 왜 비교를 하느냐 내가 살려고 생각해서 우리나라에서 제일 좋은 벽돌을 썼다고 말했으며 원래는 8억~9억원을 생각했는데 이구민 의원이 좋은 뜻으로 쓸 것이라고 하니까 팔았다고 해명했다.
하지만 건축비를 고려해도 7억 5000만원에는 미치지 못한다. 김 대표 스스로 2012년 4월 자치안성신문 인터뷰에서 “스틸하우스 건축비는 내외장재 선택에 따라 달라지지만 한국철강협회 스틸하우스클럽 통계에 의하면 평당 350만원에서 400만원 내외로 지어지고 있다”고 했고 평당 400만원이 들었다고 가정할 때 쉼터 주택의 연면적(약 59평)을 고려하면 건축비는 약 2억 3600만원이고 국토교통부에 따르면 정대협의 주택 매입 석 달 전인 2013년 6월 같은 안성시 금광면 상중리에서 연면적 721m2(약 218평)짜리 대지가 팔렸는데 매매가 1억원, 즉 평당 약 45만원이었다. 이를 쉼터 주택의 대지면적에 적용해보면 1억 890만원이다. 평균 최고 건축비를 100% 반영해 더해도 3억 5000만원이 채 되지 않는다.
해당 지역 부동산 중개업자들도 7억 5000만원은 의아하다는 반응이었다. 한 중개인은 “애초에 당시 7억 5000만원을 주고 샀다는 것이 말이 안 된다”며 “업계에선 커미션이 있었거나 매입자가 금전적으로 큰 손실을 보는 아주 나쁜 계약을 한 것으로 본다”고 말했다. 7억 5000만원에 사서 4억 2000만원에 판 게 헐값 매각이 아니라, 애초에 웃돈을 주고 산 뒤 이제야 제값을 받고 판 것으로 보는 게 맞다는 것이다.

## 학력
- 1975~1981: 삼죽국민학교 졸업
- 1981~1984: 죽산중학교 졸업
- 1984~1987: 안성고등학교 졸업
- 1987~1995: 동국대학교 국어국문학 학사

## 역대 선거 결과
|  | 33.85% |

|  | 51.44% |

## 같이 보기
- 안성시 (선거구)
- 안성시의 국회의원